# 千葉県立鶴舞看護専門学校
千葉県立鶴舞看護専門学校 （ちばけんりつつるまいかんごせんもんがっこう）は、千葉県市原市にある公立専修学校。千葉県循環器病センターに隣接している。

## 設置学科
- 看護学科（3年制）[1]

## 沿革
- 1955年（昭和30年）3月 - 千葉県立鶴舞病院が開設
- 1967年（昭和42年）4月 - 千葉県立鶴舞病院附属准看護学院が開校
- 1973年（昭和48年）4月 - 千葉県立鶴舞病院附属高等看護学院（2年課程昼間定時制）が開校
- 1974年（昭和49年）3月 - 千葉県立鶴舞病院附属准看護学院が廃校
- 1995年（平成7年）4月 - 千葉県立鶴舞看護専門学校が開校（3年課程）
- 1997年（平成9年）3月 - 千葉県立鶴舞病院附属高等看護学院が廃校
- 1998年（平成10年）2月 - 千葉県立鶴舞病院が廃止。後身として千葉県循環器病センターが開設

（当校沿革より）

## 所在地
- 千葉県市原市鶴舞565

## 交通アクセス
- 小湊鉄道線上総牛久駅から小湊バス「鶴舞バスターミナル行」または「大多喜車庫行」に乗車し、「循環器病センター」下車。
- JR東日本外房線茂原駅から小湊バス「循環器病センター行」または「鶴舞駅行」に乗車し、「循環器病センター」下車。
- 高速バス市原鶴舞バスターミナルから小湊バス「牛久駅行」に乗車し、「循環器病センター」下車。
- コスモス南総「南総コミュニティバス」で「循環器病センター」下車

## 取得できる資格・免許状
- 看護師国家試験受験資格